# NGC 3998
NGC 3998 (другие обозначения — UGC 6946, MCG 9-20-46, ZWG 269.25, PGC 37642) — линзообразная галактика (S0) в созвездии Большая Медведица.
Этот объект входит в число перечисленных в оригинальной редакции «Нового общего каталога».
Галактика NGC 3998 входит в состав группы галактик NGC 3631. Помимо NGC 3998 в группу также входят ещё 9 галактик.
Масса газа в галактике более чем в 100 раз превышает массу пыли в ней.